# Elektroanalytik

Die Elektroanalytik kann als Schnittmenge von Analytischer Chemie und Elektrochemie definiert werden.

Die Elektroanalytik, auch elektroanalytische Chemie oder elektrochemische Analytik genannt, ist ein Teilbereich der analytischen Chemie und der Elektrochemie. Dabei werden elektrochemische Methoden verwendet, vor allem die Messung von Strömen und/oder Spannungen. Damit soll ein analytisches Ziel erreicht werden, z. B. können mit der Elektroanalyse Aussagen zur Art der Bestandteile einer Lösung getroffen werden (qualitative Analyse) oder es wird eine Konzentration bestimmt (quantitative Analyse). Einige elektroanalytische Methoden haben große praktische Bedeutung und werden weltweit routinemäßig angewandt, beispielsweise bei der Blutuntersuchung in klinischen Laboratorien (z. B. zur Bestimmung von Ca2+). Viele werden elektroanalytische Methoden kommen in der elektrochemischen Forschung eingesetzt.
Die vielen elektroanalytischen Methoden werden in verschiedene Kategorien eingeteilt, je nachdem, welche physikalische Größe der elektrochemischen Zelle kontrolliert und welche gemessen wird. Hauptkategorien sind
- die Potentiometrie, bei der eine Differenz in den Potentialen zweier Elektroden als Spannung gemessen wird
- die Amperometrie, bei der ein Strom gemessen wird
- die Coulometrie, bei der eine Ladung bestimmt wird
- die Voltammetrie, bei der ein Strom gemessen wird, während das Potential einer Elektrode geändert wird.

Außerdem zählen auch die Konduktometrie und die Elektrogravimetrie zu den elektroanalytischen Methoden.

## Potentiometrie

### Potentiometrie mit ionenselektiven Elektroden
Die in vielen Laboren verwendete Messung des pH-Wertes mit Hilfe einer Glaselektrode zählt zu den bekanntesten Messverfahren, bei denen eine Konzentration (genauer: eine Aktivität) anhand einer elektrischen Spannung ermittelt wird. Dabei wird die Spannung der Glaselektrode gegen eine Referenzelektrode gemessen; diese ist oft in die Glaselektrode eingebaut (Einstabmesskette). Aufgrund der Spannungsmessung handelt es sich um ein Verfahren der Potentiometrie. Analog sind alle Messungen mit ionenselektiven Elektroden potentiometrische Bestimmungen von Konzentrationen bzw. Aktivitäten.
Mit Hilfe von ionenselektiven Elektroden werden die Konzentrationen medizinisch bedeutsamer Ionen (Chlorid, H+ und Kationen von Natrium, Kalium und Calcium) im Blut und im Urin bestimmt. Daher ist die Potentiometrie auch für die klinische Analytik bedeutsam, aber auch für die Wasser- und Umweltanalytik, z. B. mit der fluoridselektiven Elektrode.
Die Potentialmessung erfolgt in diesen Fällen praktisch stromlos, so dass die untersuchte Lösung kaum verändert wird. Geeignete Messgeräte können statt der gemessenen Spannung auch den pH-Wert bzw. die errechnete Konzentration ausgeben.

### Chronopotentiometrie
Die Chronopotentiometrie besteht in der Messung des Elektrodenpotentials in Abhängigkeit von der Zeit, wobei ab Beginn der Messung ein konstanter Strom zur Elektrode fließt. Damit können Diffusionsparameter eines an der Elektrode reagierenden Lösungsbestandteils bestimmt werden, wie 1879 von Heinrich Friedrich Weber vorgeschlagen worden war. Die Auswertung chronopotentiometrischer Messungen erfolgt in der Regel mit Hilfe der Sand-Gleichung.

## Amperometrie
Zur Amperometrie zählen die Verfahren, bei denen ein Strom gemessen wird (Einheit: Ampere).
- Ist das Elektrodenpotential festgelegt, so handelt es sich um die potentiostatische Amperometrie. Im einfachsten Fall ist der Strom dann proportional zur Konzentration des Analyten.
- Wird der Zeitverlauf des Stromes ausgewertet, so wird das Verfahren Chronoamperometrie genannt.

Die potentiostatische Amperometrie hat hohe praktische Bedeutung, z. B. wird sie in Deutschland in jedem öffentlichen Schwimmbad zur Regulierung des Chlorgehalts des Schwimmbadwassers genutzt. Auch der Sauerstoffgehalt von Wasser, z. B. bei der biologischen Reinigung von Abwasser, wird oft mit Hilfe von amperometrischen Sauerstoffsensoren überwacht, z. B. mit der Clark-Elektrode.

## Coulometrie
Bei der Coulometrie wird mit Hilfe eines Stromes eine zu bestimmende Spezies möglichst vollständig von einem Oxidationszustand in einen anderen überführt. Durch die Bestimmung der Gesamtladung kann mit den Faradayschen Gesetzen die Gesamtstoffmenge oder -masse errechnet werden.
Wird ein konstanter Strom verwendet (galvanostatische Coulometrie), so ergibt sich die Ladung Q als Produkt aus Strom I und Zeit t:
{\displaystyle Q=I\cdot t}
Es kann auch ein konstantes Potential genutzt werden (potentiostatische Coulometrie), um sicherzustellen, dass nur die zu bestimmende Spezies reagiert. Dann wird die Stromstärke über die Zeit integriert, um die Ladung zu erhalten:
{\displaystyle Q=\int I\;dt}
Zu den wichtigsten und häufig benutzten coulometrischen Bestimmungen zählt die coulometrische Variante des Karl-Fischer-Verfahrens, die immer dann angewandt wird, wenn kleine Wassergehalte, z. B. in Lösungs- oder Arzneimitteln, genau bestimmt werden müssen.

## Voltammetrie
Bei der Voltammetrie wird – in der Regel in einer Drei-Elektroden-Zelle und mit Hilfe eines Potentiostaten – das Potential einer Elektrode geändert und der hervorgerufene Strom gemessen. Für jede Oxidation oder Reduktion ergibt sich dann ein Maximum bzw. ein Minimum des Stromes.
- Anhand der Peaklage kann auf die Art des Analyten geschlossen werden
- anhand der Peakfläche auf die Konzentration.

So können in einfachen Fällen z. B. mehrere verschiedene Metallionen nebeneinander identifiziert und bestimmt werden. Wird das Elektrodenpotential dabei schnell genug geändert, so bleibt die an einer kleinen Elektrode umgesetzte Stoffmenge klein, so dass die Zusammensetzung der Lösung praktisch unverändert bleiben kann.
Die Cyclovoltammetrie ist ein voltammetrisches Messverfahren, das in der technischen Analytik kaum genutzt wird, das aber in der elektrochemischen Grundlagenforschung zu den wichtigsten Routineverfahren zählt.
Da ein Strom gemessen wird, kann man die Voltammetrie auch zu den amperometrischen Verfahren zählen.

### Polarographie
Die Polarographie ist ein Verfahren der Voltammetrie, das eine Quecksilbertropfelektrode als Arbeitselektrode nutzt. Durch die hohe Überspannung des Wasserstoffs an Quecksilber lassen sich viele Metallionen ohne störende Wasserstoffentwicklung bestimmen.

## Historisches
Schon 1801, direkt nach der Entdeckung der Elektrolyse, schlug William Cruickshank vor, dass die Elektrolyse auch zum Nachweis von Metallionen, z. B. des Kupfers, genutzt werden könne. Danach wurde die Elektrolyse als Hilfsmittel bei der qualitativen chemischen Analyse benutzt. Wenn eine Abtrennung bestimmter Metallionen für die Analyse hilfreich war, wurden diese Metallionen kathodisch reduziert. Das entstandene Metall wurde dann in Salpetersäure gelöst und nach wie vor nasschemisch nachgewiesen.
Ab 1860 führte Oliver Wolcott Gibbs die Elektrogravimetrie als erste quantitative elektroanalytische Methode ein. 1890 veröffentlichte Edgar Fahs Smith ein erstes Lehrbuch der Elektroanalytik; dieses wurde mehrfach neu aufgelegt (1894, 1902, 1907). Ab 1921 entwickelte Jaroslav Heyrovský die Polarographie; dafür erhielt er 1959 den Nobelpreis für Chemie. An Fachzeitschriften erscheinen:
- seit August 1959  bei Elsevier das Journal of Electroanalytical Chemistry
- seit Januar 1989 bei John Wiley & Sons die Zeitschrift Electroanalysis.